# ريتا مورينو
ريتا مورينو (بالإنجليزية: Rita Moreno )‏ (و. 1931  م) هي مغنية، وممثلة مسرحية، وممثلة تلفزيونية، وراقصة، وممثلة أفلام، وممثلة صوت بورتوريكية.

## جوائز وترشيحات
حصلت على جوائز منها:
جوائز
- مركز كينيدي الثقافي (2015)
- مكتبة الكونغرس
- ميدالية الكونغرس الذهبية (2004)
- وسام الحرية الرئاسي (2004)
- جائزة إنجاز الحياة لنقابة ممثلي الشاشة [الإنجليزية]‏
- الميدالية الوطنية للفنون (2009)
- قاعة مشاهير كاليفورنيا (2007)

ترشيحات
- جائزة الأوسكار لأفضل ممثلة مساعدة، عن عمل: قصة الحي الغربي

ترشحت لـ:
- جائزة الأوسكار لأفضل ممثلة مساعدة، عن عمل: قصة الحي الغربي.

## وصلات خارجية
- ريتا مورينو على موقع IMDb (الإنجليزية)
- ريتا مورينو على موقع الموسوعة البريطانية (الإنجليزية)
- ريتا مورينو على موقع ألو سيني (الفرنسية)
- ريتا مورينو على موقع ميوزك برينز (الإنجليزية)
- ريتا مورينو على موقع تيرنر كلاسيك موفيز (الإنجليزية)
- ريتا مورينو على موقع أول موفي (الإنجليزية)
- ريتا مورينو على موقع قاعدة بيانات برودواي على الإنترنت (الإنجليزية)
- ريتا مورينو على موقع قاعدة بيانات برودواي على الإنترنت (الإنجليزية)
- ريتا مورينو على موقع قاعدة بيانات الأفلام السويدية (السويدية)
- ريتا مورينو على موقع إن إن دي بي (الإنجليزية)